# 26 Ursae Majoris
Désignations
26 Ursae Majoris (en abrégé 26 UMa) est une étoile de la constellation boréale de la Grande Ourse. Elle est visible à l'œil nu avec une magnitude apparente de 4,46. D'après la mesure de sa parallaxe annuelle par le satellite Gaia, l'étoile est distante d'environ ∼ 263 a.l. (∼ 80,6 pc) de la Terre. Elle s'éloigne du Système solaire à une vitesse radiale de +22 km/s.
26 Ursae Majoris est une étoile blanche de la séquence principale de type spectral A0 Vn, avec la lettre « n » qui indique que son spectre montre des raies « nébuleuses » (élargies) en raison de sa rotation rapide. Elle tourne en effet sur elle-même à une vitesse de rotation projetée de 165 km/s. Cela donne à l'étoile une forme aplatie avec un rayon équatorial qu'on estime être 8 % plus grand que son rayon polaire.
L'étoile est âgée de 147 millions d'années et elle est 2,16 fois plus massive que le Soleil. Son rayon est 2,2 fois plus grand que le rayon solaire, elle est environ 99 fois plus lumineuse que le Soleil et sa température de surface est de 9 757 K.